# 本庄村 (岡山県)
本庄村（ほんじょうそん）は、岡山県邑久郡にあった村。現在の瀬戸内市の一部にあたる。

## 地理
千町平野の東端から東に続く丘陵地にかけて位置していた。

## 歴史
- 1889年（明治22年）6月1日、町村制の施行により、邑久郡本庄村、上山田村、下山田村が合併して村制施行し、本庄村が発足[1][2]。旧村名を継承した本庄、上山田、下山田の3大字を編成[2]。
- 1923年（大正12年）電灯線架設[2]。
- 1952年（昭和27年）4月1日、邑久郡邑久村、福田村、今城村、豊原村、笠加村と合併し、町制施行し邑久町を新設して廃止された[1][2]。

### 地名の由来
合併村の中で人口・面積が最上位の本庄村の名称から。

## 産業
- 農業[2]

## 交通

### 乗合バス
- 1925年（大正14年）牛窓・虫明・鶴海方面と西大寺・岡山間の運行開始[2]。

## 教育
- 1890年（明治23年）字上山田と字本庄の小学校が合併し、大字本庄字尾の村に明徳尋常小学校を開校[2]。

## 出身著名人
- 竹久夢二（画家）[2]
- 古武弥四郎（生化学者）[2]
- 正富汪洋（詩人）[2]